# Anisognathus lacrymosus
Az Anisognathus lacrymosus a madarak osztályának verébalakúak (Passeriformes) rendjébe és a tangarafélék (Thraupidae) családjába tartozó faj.

## Rendszerezése
A fajt Bernard du Bus de Gisignies belga ornitológus írta le 1846-ban, a Tachyphonus nembe Tachyphonus lacrymosus néven.

## Alfajai
- Anisognathus lacrymosus caerulescens (Taczanowski & von Berlepsch, 1885)
- Anisognathus lacrymosus intensus Meyer de Schauensee, 1951
- Anisognathus lacrymosus lacrymosus (Du Bus de Gisignies, 1846)
- Anisognathus lacrymosus melanops (von Berlepsch, 1893)
- Anisognathus lacrymosus olivaceiceps (von Berlepsch, 1912)
- Anisognathus lacrymosus pallididorsalis Phelps & Phelps Jr, 1952
- Anisognathus lacrymosus palpebrosus (Lafresnaye, 1847)
- Anisognathus lacrymosus tamae (Phelps & Gilliard, 1941)
- Anisognathus lacrymosus yariguierum Donegan & Avendaño, 2010[2]

## Előfordulása
Az Andokban, Ecuador, Kolumbia, Peru és Venezuela területén honos. Természetes élőhelyei a szubtrópusi és trópusi hegyi esőerdők. Állandó, nem vonuló faj.

## Megjelenése
Testhossza 17 centiméter, testtömege 25-38 gramm.
|  |

## Életmódja
Gyümölcsökkel és rovarokkal táplálkozik.

## Természetvédelmi helyzete
Az elterjedési területe rendkívül nagy, egyedszáma pedig stabil. A Természetvédelmi Világszövetség Vörös listáján nem fenyegetett fajként szerepel.